# Федько Василь Іванович
Васи́ль Іва́нович Федько́ (9 жовтня 1942, с. Гусне — 8 вересня 2021) — український поет, письменник, публіцист, науковець, громадський і політичний діяч, доктор філософії, автор Гімну Бойків.

## Життєпис

### Дитинство та юність
Народився 9 жовтня 1942 року в селі Гусне Турківського повіту (нині Самбірський район Львівської області). 
Малим залишився без батька, котрий загинув на фронті Другої світової війни в 1944 році. Мати одна у важкі повоєнні роки ростила трьох дітей.
В 1949& році пішов у перший клас семирічної школи, у 1956—1959 роках навчався у Верхньовисоцькій середній школі, по закінченні якої здобув вищу агрономічну освіту у Львівському сільськогосподарському інституті.

### Активна діяльність
У 1976 році повернувся на Бойківщину і почав працювати головним агрономом Турківського районного управління сільського господарства.
У 1971—1974 роках навчався в аспірантурі за спеціальністю «рослинництво» при Науково-дослідному інституті землеробства і тваринництва (с. Оброшине). 
У 1975 році захистив кандидатську дисертацію в Інституті рослинництва, селекції і генетики ім. Юр'єва (м. Харків) і з того часу не покидав наукової роботи. Працював науковим співробітником, завідувачем лабораторії, заступником директора інституту, директором дослідного господарства «Оброшино». Опублікував більше 60 наукових праць.
Голова Пустомитівського районного осередку Всеукраїнської партії духовності і патріотизму, член Української асоціації письменників, член Всеукраїнської творчої спілки «Конгрес літераторів України», а також літературного об'єднання «Письменники Бойківщини».
Нагороджений Почесними грамотами Української академії аграрний наук (2002 р.), Львівської облдержадміністрації (2002 і 2003 рр.), Благословенною грамотою архієпископа Львівського (2006 р.), Грамотою Української Асоціації письменників (2006 р.). Указом Президента Республіки Казахстан удостоєний ювілейної медалі «50 років Цілини» (2004 р.)
Помер 8 вересня 2021 року.

## Творчість
Вірші почав писати в студентські роки. Поєднанню агрономії і поезії протягом багатьох років сприяли слова: «Буть агрономом і поетом їй-богу можна бути водночас». Вони належать Максиму Рильському. За творами Тараса Шевченка та, рівнозначно, Івана Франка глибше пізнавав життя та історію нашого народу. Гумор Степана Руданського, Степана Олійника, Остапа Вишні навчав бути добрішим, а до деяких хиб окремих людей ставитись як до чогось неминучого, що в певних моментах дозволяє іншим ставати кращими. Негативні суспільні явища оцінює досить критично, що прослідковується в його віршах. Відчув на собі позитивний вплив О. Твардовського, В. Висоцького, П.-Ж. Беранже, коли виникла прагнення писати по-своєму, оригінально. Видав збірки поезій — «На зламі віку» (2002 р.), «Сопілка і барабан» (2003 р.), «Привид України» (2004 р.), «Сопілка і барабан» (видання друге, доповнене 2005 р.), «З голосу предків» (2007 р.). Друкувався в літературно-мистецькому журналі «Дзвін». Композитори В. Камінський, О. Підківка, Й. Сушинський, В. Євтушек деякі вірші Василя Федька поклали на музику. Дипломант першого, другого і третього ступеня літературно-краєзнавчого конкурсу імені Мирона Утриска. 

## Книги
- На зламі віку (2002);
- Сопілка і барабан (2003);
- Привид України (2004);
- Сопілка і барабан (видання друге, доповнене 2005);
- З голосу предків (2007);
- Крок за кроком (2010);
- На розкопках пам'яті (2012);
- Життя за сонцем (2012) — новели;
- За Кобзарем (2014);
- Вибране (2017).